# Klaus Alpers
Klaus Alpers (* 27. September 1935 in Lüneburg; † 25. März 2022 ebendort) war ein deutscher Klassischer Philologe.

## Leben
Klaus Alpers studierte nach dem Abitur am Lüneburger Johanneum im Jahr 1956 ab 1956 an der Universität Hamburg Klassische Philologie, Alte Geschichte und Philosophie. Von 1960 bis 1964 war er Stipendiat der Studienstiftung des Deutschen Volkes. 1964 wurde er mit der Dissertation Theognostos: Peri orthographias. Überlieferung, Quellen und Text der Kanones 1–84 bei Hartmut Erbse promoviert. Ab 1964 war er wissenschaftlicher Mitarbeiter am Hamburger Thesaurus Linguae Graecae (zunächst am Hippokrates-Index, dann am Lexikon des frühgriechischen Epos und schließlich bis 1989, neben Volkmar Schmidt, als Redaktor des Index Hippocraticus). 1971 wurde er an der Universität Hamburg zum Akademischen Oberrat ernannt. Seine Habilitation erfolgte 1977 mit der Schrift Das attizistische Lexikon des Oros. Untersuchung und kritische Ausgabe der Fragmente (Berlin 1981). 1984 wurde er in Hamburg zum Universitätsprofessor ernannt. Im Jahr 2000 trat er in den Ruhestand.
Alpers war seit 1985 Mitglied der Dänischen Akademie der Wissenschaften, deren Kommission für das Corpus Lexicographorum Graecorum er seit 1970 angehörte, sowie der Braunschweigischen Wissenschaftlichen Gesellschaft (ordentliches Mitglied seit 2000). 2006 wurde ihm das Bundesverdienstkreuz am Bande verliehen.
Klaus Alpers starb am 25. März 2022 im Alter von 86 Jahren in seiner Geburtsstadt Lüneburg.

## Publikationen (Auswahl)

### Monographien
- Theognostos: "Peri orthographias". Überlieferung, Quellen und Text der Kanones 1–84. Dissertation Hamburg 1964.
- Bericht über Stand und Methode der Ausgabe des Etymologicum genuinum. Munksgaard, København 1969.
- Das attizistische Lexikon des Oros. De Gruyter, Berlin 1981, ISBN 3-11-006549-5.
- Altphilologen in Hamburg vom 17. bis 20. Jahrhundert. Bautz, Herzberg 1990, ISBN 3-88309-028-X.
- Untersuchungen zu Johannes Sardianos und seinem Kommentar zu den Progymnasmata des Aphthonios (= Abhandlungen der Braunschweigischen Wissenschaftlichen Gesellschaft. Bd. 62). Cramer, Braunschweig 2009, ISBN 978-3-934656-27-7 (2., durchgesehene und verbesserte Auflage, Universitätsbibliothek Braunschweig 2013, ISBN 978-3-927115-70-5, Digitalisat).
- Lüneburg und die Antike. Studien zur Rezeption antiker Stoffe im Humanismus des 16. Jahrhunderts in Lüneburg. Museumsverein für das Fürstentum Lüneburg, Lüneburg 2010, ISBN 978-3-922616-20-7.

### Herausgeberschaften (Auswahl)
- zusammen mit H. Erbse und A. Kleinlogel; seit 2007 mit Ian C. Cunningham: Sammlung griechischer und lateinischer Grammatiker. De Gruyter, Berlin 1974–
- zusammen mit D. Harlfinger und D. R. Reinsch; seit 2008 zusätzlich mit Christian Brockmann: Serta Graeca. Reichert, Wiesbaden 1992–
- zusammen mit E. Michael und U. Plath: Lüneburger Blätter. Museumsverein für das Fürstentum Lüneburg, Lüneburg 2010–